# Alcublas
Alcublas település Spanyolországban, Valencia tartományban. Alcublas Andilla, Jérica, Sacañet, Llíria és Altura községekkel határos. Lakosainak száma 683 fő (2024).

## Népesség
A település lakosságának változását az alábbi diagram mutatja:
| Lakosok száma | 846  | 794  | 829  | 818  | 767  | 750  | 678  | 628  | 607  | 683  |
|               | 2001 | 2004 | 2007 | 2009 | 2012 | 2014 | 2017 | 2019 | 2022 | 2024 |